# Șarjă militară
Șarja este o manevră ofensivă în care combatanții avansează spre inamic cu viteză maximă, în încercarea de a se angaja într-o luptă decisivă la apropiere. Șarja este atacul de șoc dominant și a fost tactica cheie și momentul decisiv al multor bătălii de-a lungul istoriei. 
Șarjele moderne constă în grupuri mici de militari echipați cu arme cu o rată de foc ridicată și se execută împotriva unor instalații și/sau poziții defensive precum a celor împrejmuite de gabioane, sau a buncărelor.

## Șarjele de infanterie

### Șarjele antice
Se presupune că șarjarea a fost practicată înca din războaiele preistorice, dar dovezi clare vin doar cu societățile ulterioare alfabetizate. Tacticile falangei grecești clasice includeau un marș ordonat pentru apropiere, cu o șarjă finală până la contact.

### Șarjele highland
Ca răspuns la introducerea armelor de foc, trupele irlandeze și scoțiene de la sfârșitul secolului al XVI-lea au dezvoltat o tactică care combina o salvă de muscheterie cu o tranziție rapidă la lupta cu arme corp la corp. Inițial de succes, a fost contracarată de disciplină eficientă și de dezvoltarea tacticilor defensive pentru baionetă.

### Șarjele de baionetă

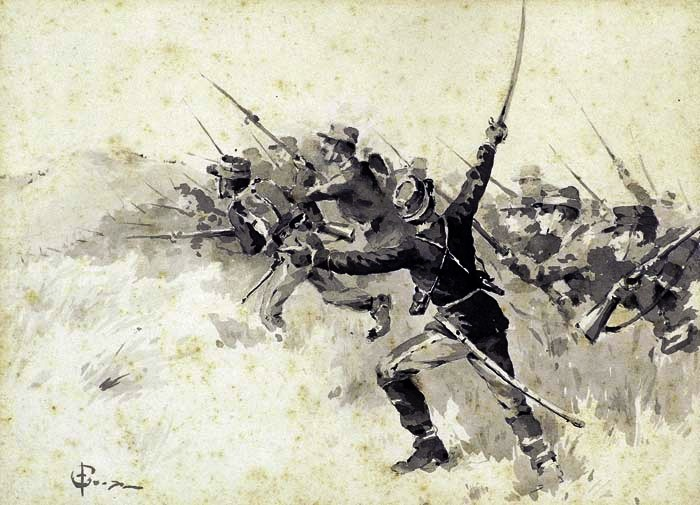
Șarjă de baionete a infanterieigrecești în timpul războiului greco-turc din 1897

Dezvoltarea baionetei la sfârșitul secolului al XVII-lea a determinat adoptarea șarjei de baionetă ca principala tactică de atac a infanteriei din secolele XVIII și XIX și până în secolul XX. Încă din secolul XIX, tacticienii încep să observe că majoritatea șarjelor cu baionetă nu rezultă în lupte corp la corp. În schimb, una din părți adesea se retrage înainte ca lupta de baionete să înceapă. Acțiunea de a fixa baionetele a fost considerată a afecta în primul rând moralul, semnalizând clar pentru aliat și inamic intenția de a ucide la apropiere.

## Șarjele de cavalerie
Valoarea de șoc a atacului prin șarjă a fost exploatată în special în tacticile de cavalerie, atât de cavaleria grea cât și de trupele călare mai ușor echipate. Istorici precum John Keegan au arătat că, atunci când apărătorii s-au pregătit corespunzător (prin construirea sau improvizarea fortificațiilor) și și-au păstrat ferm pozițiile în fața atacului, șarja de cavalerie adesea a eșuat împotriva infanteriei, fie din refuzul cailor de a galopa în masa densă de inamici, fie din spargerea unității de șarjă. Când șarja de cavalerie a reușit, adesea a fost deoarece formațiunea defensivă s-a spart (de obicei din frică) și membrii ei s-au împrăștiat pe câmpul de luptă, ceea ce le-a și permis atacatorilor să îi vâneze.
Deși nu a fost recomandat cavaleriei să continue o șarjă împotriva unei formațiuni solide de infanterie, șarjele erau un pericol viabil pentru infanteria grea. Romanii necesitând formațiuni semnificativ mai dense de legionari pentru a stopa șarjele catafracților iar șarjele cavalerilor franci fiind presupuse ca mai dificile de oprit, dacă scrierile Anei Comnena pot fi crezute. Oricum, doar caii foarte bine antrenați erau capabili de a șarja direct formațiuni solide și dense de inamici, și, pentru ca șarja să fie eficientă, necesitau pregătire suplimentară pentru a menține o formațiune puternică în timpul atacului. Cavaleria grea lipsită chiar și de un singur element din această combinație – moral ridicat, pregătire excelentă, echipament de calitate, pricepere individuală și disciplină colectivă atât din partea soldatului, cât și a calului – ar suferi grav în urma unei șarje împotriva unei formațiuni solide de infanterie grea, și, de-a lungul istoriei, elementele au fost deținute în totalitate doar de cele mai bune trupe de cavalerie grea (ex. cavaleri și catafracți) după eră și tipul de teren.

### Evul Mediu european
Șarja de cavalerie a fost o tactică semnificativă pentru Evul Mediu. Deși au mai fost utilizate anterior, adoptarea unei șei cu cadru asigurată de o curea în jurul pieptului, a scărițelor și a tehnicii de așezare a lăncii sub braț au adus o capabilitate de utilizare a impulsului calului și călărețului neîntâlnită în epocile anterioare. Aceste dezvoltări au început în secolul al VII-lea, dar nu au fost combinate pentru efect maxim până în secolul al XI-lea. Bătălia de la Dyrrhachium (1081) a fost un exemplu timpuriu al șarjei medievale de cavalerie și a fost înregistrată ca având un efect devastator atât de către cronicarii normani, cât si de cei bizantini. Până la prima cruciadă din anii 1090, șarja de cavalerie a ajuns să fie utilizată pe scară largă de armatele europene.
Cu toate acestea, de la începutul Războiului de 100 de Ani (1337-1453), utilizarea sulițașilor și arcașilor (echipați cu arc lung englezesc) profesioniști, cu moral ridicat și tactici funcționale, a însemnat pentru cavaleri un motiv de precauție în șarjare. Soldați, echipați fie cu suliță, fie cu halebardă, cu moral ridicat și dispuși într-o formație, puteau împiedica toate șarjele de cavalerie înafară de cele mai bune, pe când arcașii englezi echipați cu arc lung puteau sa facă ravagii, deși nu neapărat masacru, asupra capetelor infanteriei și cavaleriei grele pe teren nepotrivit pentru acestea. Astfel a devenit o practică din ce în ce mai obișnuită pentru cavaleri să descalece și să lupte ca infanterie grea de elită, deși unii au continuat să rămână călare în decursul luptei. Manevrele de flancare folosind cavaleria au devenit tot mai utile, deși unele interpretări ale idealului cavaleresc au dus la șarje nesăbuite și nedisciplinate.
Cavaleria putea în continuare să șarjeze formațiuni dense de infanterie grea, dacă cavalerii aveau o combinație de trăsături. Aceștia aveau o șansă mare de reușită dacă erau într-o formație, disciplinați colectiv, înalt calificați, echipați cu cele mai bune arme și armuri, și călare pe cai antrenați să suporte stresul fizic și mental al unei șarje. Cu toate astea, majoritatea personalului de cavalerie ducea lipsă de cel puțin una dintre trăsături, în special pe partea de disciplină, formațiuni și cai bine antrenați. Astfel, utilizarea șarjelor frontale de cavalerie a scăzut în timp, deși husarii polonezi, cuiraserii francezi și conchistadorii au fost în continuare capabili de reușite prin astfel de șarje, adesea datorită posesiei combinației de trăsături menționate anterior.

### Secolul al XX-lea
În secolul al XX-lea, șarjele de cavalerie au fost folosite rar, în ciuda succeselor sporadice și ocazionale.
Elemente ale Regimentului 7 de Cavalerie al Statelor Unite au atacat forțele Villistas în Bătălia de la Guerrero pe 29 martie 1916, atac supranumit „ultima șarjă adevărată de cavalerie a americii”. Bătălia a fost o victorie pentru americani și s-a desfășurat pe teren de deșert, în statul mexican Chihuahua, în orașul Guerrero.
Una dintre cele mai reușite șarje ofensive de cavalerie ale secolului XX nu a fost condusă de cavalerie propiu-zisă, ci de infanterie călare, când, la data de 31 octombrie 1917, Brigada 4 de Cai Ușoară a Australiei a șarjat 3 km de teren sub foc otoman de artilerie și mitralieră pentru a captura Beer Șeva, în timpul Bătăliei de la Beer Șeva.
La 23 septembrie 1918, lancierii Jodhpur și Mysore din Brigada 15 de Cavalerie au șarjat pozițiile turcești la Haifa. Împreună, cele două regimente au capturat 1.350 de prizonieri germani și otomani, inclusiv doi ofițeri germani, 35 de ofițeri otomani, 17 tunuri de artilerie, dintre care patru tunuri de 4,2 țoli (11 cm), opt tunuri de 77 mm (3 țoli) și patru tunuri de cămilă, precum și un tun naval de 15 cm (6 țoli), și 11 mitraliere. Pierderile proprii s-au ridicat la opt morți și 34 de răniți. 60 de cai au fost uciși și alți 83 au fost răniți.
La 16 mai 1919, în timpul celui de-al Treilea Război Anglo-Afgan, Prima Gardă Dragoon a Regelui a efectuat ultima șarjă înregistrată de un regiment britanic de cavalerie la Dakka, un sat din teritoriul afgan, la nord-vest de Pasul Khyber.
În timpul Războiului Civil Spaniol, o șarjă masivă de cavalerie a fost realizată de către o divizie franchistă în timpul bătăliei de la Alfambra din 5 februarie 1938, ultima mare șarjă călare din Europa de Vest.
Mai multe șarje au fost încercate în al Doilea Război Mondial. Cavaleria poloneză, în ciuda faptului că a fost pregătită, în primul rând, pentru a opera ca infanterie rapidă, și înarmată mai bine decât infanteria poloneză obișnuită (cu mai multe arme antitanc și vehicule blindate pe cap de soldat) a executat până la 15 șarje de cavalerie în timpul invaziei Poloniei. Majoritatea șarjelor au avut succes și niciuna nu a fost menită împotriva vehiculelor blindate. Unele bătălii au prezentat șarje reciproce din partea cavaleriilor poloneze și germane, cum ar fi Bătălia de la Krasnobród (1939). Cercetașii de cavalerie germană din Divizia 4 Ușoară (Germania) au șarjat infanteria poloneză din Brigada 10 de Cavalerie Motorizată (Polonia) și au fost contracarați de tanchete poloneze din poziții ascunse la Zakliczyn. La 17 noiembrie 1941, în timpul bătăliei de la Moscova, Divizia 44 de Cavalerie sovietică a șarjat liniile germane lângă Musino, la vest de capitală. Sovieticii călare au fost devastați de artileria germană, apoi de mitraliere. Șarja a eșuat, iar germanii au spus că au ucis 2.000 de cavaleri fără nicio pierdere pentru ei înșiși. La 24 august 1942, șarja defensivă a „Savoia Cavalleria” la Izbușenski împotriva liniilor rusești de lângă râul Don a avut succes. Unitățile de cavalerie britanice și americane au efectuat și ele șarje de cavalerie similare în timpul celui de-al Doilea Război Mondial.(Vezi Regimentul 26 de Cavalerie). Ultima șarjă de cavalerie de succes a celui de-al Doilea Război Mondial a fost executată în timpul bătăliei de la Schoenfeld pe 1 martie 1945. Cavaleria poloneză, luptând pe partea sovietică, a copleșit pozițiile artileriei germane și a permis infanteriei și tancurilor să șarjeze în oraș. Cavaleria a suferit doar șapte morți, în timp ce 26 de tanchiști polonezi și 124 de infanteriști, precum și aproximativ 500 de soldați germani au fost uciși.
După al Doilea Război Mondial, șarja de cavalerie era în mod clar depășită și a încetat din a mai fi utilizată; acest lucru, totuși, nu a împiedicat trupele moderne să folosească caii pentru transport, iar în țările cu poliție călare, tehnici similare (deși neînarmate) cu șarja de cavalerie sunt uneori folosite pentru a alunga rebelii și mulțimile mari.

### Secolul XXI
La începutul războiului din Afganistan de către forțele Statelor Unite, o șarjă de cavalerie a fost efectuată de către o unitate de Berete Verzi condusă de căpitanul Mark Nutsch, iar utilizarea cailor în șarjă a fost transformată într-un film Hollywood intitulat „12 Strong”. Vizavi de locul fostului World Trade Center (1973–2001) se află un monument dedicat soldaților care au luat parte la acea șarjă de cavalerie.

## Epoca armelor de foc
În epoca armelor de foc, parametrii de bază sunt viteza de avans față de rata (sau eficacitatea) focului. Dacă atacatorii avansează mai rapid decât apărătorii îi pot ucide sau oprii, atunci atacatorii vor ajunge la apărători (deși nu neapărat fără pierderi semnificative). Există mulți modificatori pentru această simplă comparație - sincronizare, foc de acoperire, organizare, formație și teren, etc. O șarjă eșuată îi poate lăsa pe atacatori vulnerabili la o contra-șarjare.
A existat o creștere constantă a ratei de foc a armatelor în ultimii 700 de ani, dar în timp ce șarjele în masă au fost cu succes înlăturate, acestea au fost, de asemenea, și învingătoare. Abia de la mijlocul secolului al XIX-lea șarjele drepte au devenit mai puțin reușite, mai ales după introducerea puștilor cu repetiție, a mitralierelor și a artileriei cu încărcare pe culată. Șarjele sunt încă utile la o scară mult mai mică în zone restrânse în care puterea de foc a inamicului nu poate fi folosită pentru a le oprii. Șarjele cu baionetă sunt observate la începutul secolului al XX-lea, dar sunt adesea limitate la uzul împotriva adversarilor cu puteri de foc inferioare, atunci când aprovizionarea cu muniție este limitată, sau pur și simplu ca o formă de atac sinucigaș pentru a provoca teamă inamicului.
În vremurile moderne, șarjele corp la corp au dispărut practic din afara tacticilor de control a revoltelor și a luptei de stradă, cu câteva excepții (cum ar fi șarja de baionetă din bătălia de la Danny Boy). Tacticile militare de șarjare au loc în principal cu vehicule de luptă blindate, cum ar fi tancuri, mașini de luptă a infanteriei, și mașini blindate. Aceste vehicule de luptă la sol pot fie să avanseze direct cu foc de marș, fie să transporte rapid atacatorii infanteriști în apropierea poziției țintă pentru a o asalta și captura. Desantul aerian este, de asemenea, o tactică folosită frecvent pentru a introduce raiduri de operațiuni speciale împotriva țintelor de mare valoare.